# Gran Premi del Japó
|  | Aquest article tracta sobre Fórmula 1. Si cerqueu informació sobre motociclisme, vegeu «Gran Premi del Japó de motociclisme». |

El GP del Japó de Fórmula 1 es va començar a disputar la temporada 1976 al Circuit de Fuji, on es van córrer les dues primers temporades, però greus problemes de seguretat van fer que es passés a disputar al circuit de Suzuka fins a l'edició de la temporada 2007.
Les edicions del 2007 i del 2008 van disputar-se al Circuit de Fuji però a partir de l'edició del 2009 es tornen a córrer al circuit de Suzuka.

## Guanyadors
| Any       | Pilot              | Equip              | Circuit           | Resultats         |
| --------- | ------------------ | ------------------ | ----------------- | ----------------- |
| 2016      | Nico Rosberg       | Mercedes           | Suzuka            | Resultats         |
| 2015      | Lewis Hamilton     | Mercedes           | Suzuka            | Resultats         |
| 2014      | Lewis Hamilton     | Mercedes           | Suzuka            | Resultats         |
| 2013      | Sebastian Vettel   | Red Bull-Renault   | Suzuka            | Resultats         |
| 2012      | Sebastian Vettel   | Red Bull-Renault   | Suzuka            | Resultats         |
| 2011      | Jenson Button      | McLaren - Mercedes | Suzuka            | Resultats         |
| 2010      | Sebastian Vettel   | Red Bull-Renault   | Suzuka            | Resultats         |
| 2009      | Sebastian Vettel   | Red Bull-Renault   | Suzuka            | Resultats         |
| 2008      | Fernando Alonso    | Renault            | Fuji              | Resultats         |
| 2007      | Lewis Hamilton     | McLaren - Mercedes | Fuji              | Resultats         |
| 2006      | Fernando Alonso    | Renault            | Suzuka            | Resultats         |
| 2005      | Kimi Räikkönen     | McLaren - Mercedes | Suzuka            | Resultats         |
| 2004      | Michael Schumacher | Ferrari            | Suzuka            | Resultats         |
| 2003      | Rubens Barrichello | Ferrari            | Suzuka            | Resultats         |
| 2002      | Michael Schumacher | Ferrari            | Suzuka            | Resultats         |
| 2001      | Michael Schumacher | Ferrari            | Suzuka            | Resultats         |
| 2000      | Michael Schumacher | Ferrari            | Suzuka            | Resultats         |
| 1999      | Mika Häkkinen      | McLaren - Mercedes | Suzuka            | Resultats         |
| 1998      | Mika Häkkinen      | McLaren - Mercedes | Suzuka            | Resultats         |
| 1997      | Michael Schumacher | Ferrari            | Suzuka            | Resultats         |
| 1996      | Damon Hill         | Williams - Renault | Suzuka            | Resultats         |
| 1995      | Michael Schumacher | Benetton - Renault | Suzuka            | Resultats         |
| 1994      | Damon Hill         | Williams - Renault | Suzuka            | Resultats         |
| 1993      | Ayrton Senna       | McLaren - Ford     | Suzuka            | Resultats         |
| 1992      | Riccardo Patrese   | Williams - Renault | Suzuka            | Resultats         |
| 1991      | Gerhard Berger     | McLaren - Honda    | Suzuka            | Resultats         |
| 1990      | Nelson Piquet      | Benetton - Ford    | Suzuka            | Resultats         |
| 1989      | Alessandro Nannini | Benetton - Ford    | Suzuka            | Resultats         |
| 1988      | Ayrton Senna       | McLaren - Honda    | Suzuka            | Resultats         |
| 1987      | Gerhard Berger     | Ferrari            | Suzuka            | Resultats         |
| 1978 - 86 | No es va disputar  | No es va disputar  | No es va disputar | No es va disputar |
| 1977      | James Hunt         | McLaren - Ford     | Fuji              | Resultats         |
| 1976      | Mario Andretti     | Lotus - Ford       | Fuji              | Resultats         |